# Remember Me (jogo eletrônico)
Remember Me é um jogo eletrônico de ação e aventura desenvolvido pelo estúdio francês Dontnod Entertainment e publicado pela Capcom em junho de 2013 para as plataformas PlayStation 3, Xbox 360 e Microsoft Windows. Foi originalmente anunciado na Gamescom de 2011 com o nome Adrift, na altura ainda sem publicador. Depois foi re-anunciado durante a conferencia de imprensa da Capcom em agosto de 2012 durante a Gamescom.[carece de fontes?]

## Jogabilidade
Remember Me contém elementos de exploração, plataforma e combate corpo-a-corpo. O jogo introduz a mecânica de 'mistura de memória': entrar e rearranjar a memória de um alvo para o conseguir manipulá-lo. É Os jogadores conseguem o objetivo ao repetir uma memória modificando detalhes para mudar a motivação do alvo.

## Enredo
O jogo se passa no ano de 2084, nas ruas de neo-Paris, um futuro distópico caracterizado por protestos, guerra civil e um estado de vigilância em massa.  O jogador controla Nilin (voz de Kezia Burrows), uma 'caçadora de memórias' que trabalha para os Errorists, um pequeno grupo de ativistas que são contra o SENSEN, o implante cerebral que permite que as pessoas digitalizem suas memórias e as compartilhem com outras pessoas em tempo real. O SENSEN é controlado pela multinacional Memorize, que tem sua sede mundial na Neo-Paris. Nilin tem suas memórias apagadas pelo seu ex-chefe, Memoryeyes, e agora ela tem de descobrir o porquê e como as pode restaurar de novo. O jogo começa com Nilin na Prisão da Bastilha, de onde escapa com a ajuda dos Errorists. Em sua jornada para descobrir a sua identidade, Nilin deve lutar contra guardas, robôs e mutantes. Os mutantes, conhecidos como leapers (saltadores), eram humanos comuns que se viciaram em memória, consumindo muitas memórias de pessoas diferentes, tanto que seus SENSEN se desintegraram e seus códigos genéticos se alteraram. Mas continuam sendo humanos e além de tudo, sentem uma grande hostilidade por Nilin.
Seu único amigo na cidade é Edge, o misterioso líder dos Errorists, que guia Nilin através de missões a fim de acabar com o poder da Memorize e recuperar suas memórias.
Nilin é a mais poderosa Errorist, capaz de roubar as memórias de outras pessoas, visualizá-las e até modificá-las, sendo assim, a mais poderosa arma contra a Memorize.